# Źrenica wyjściowa

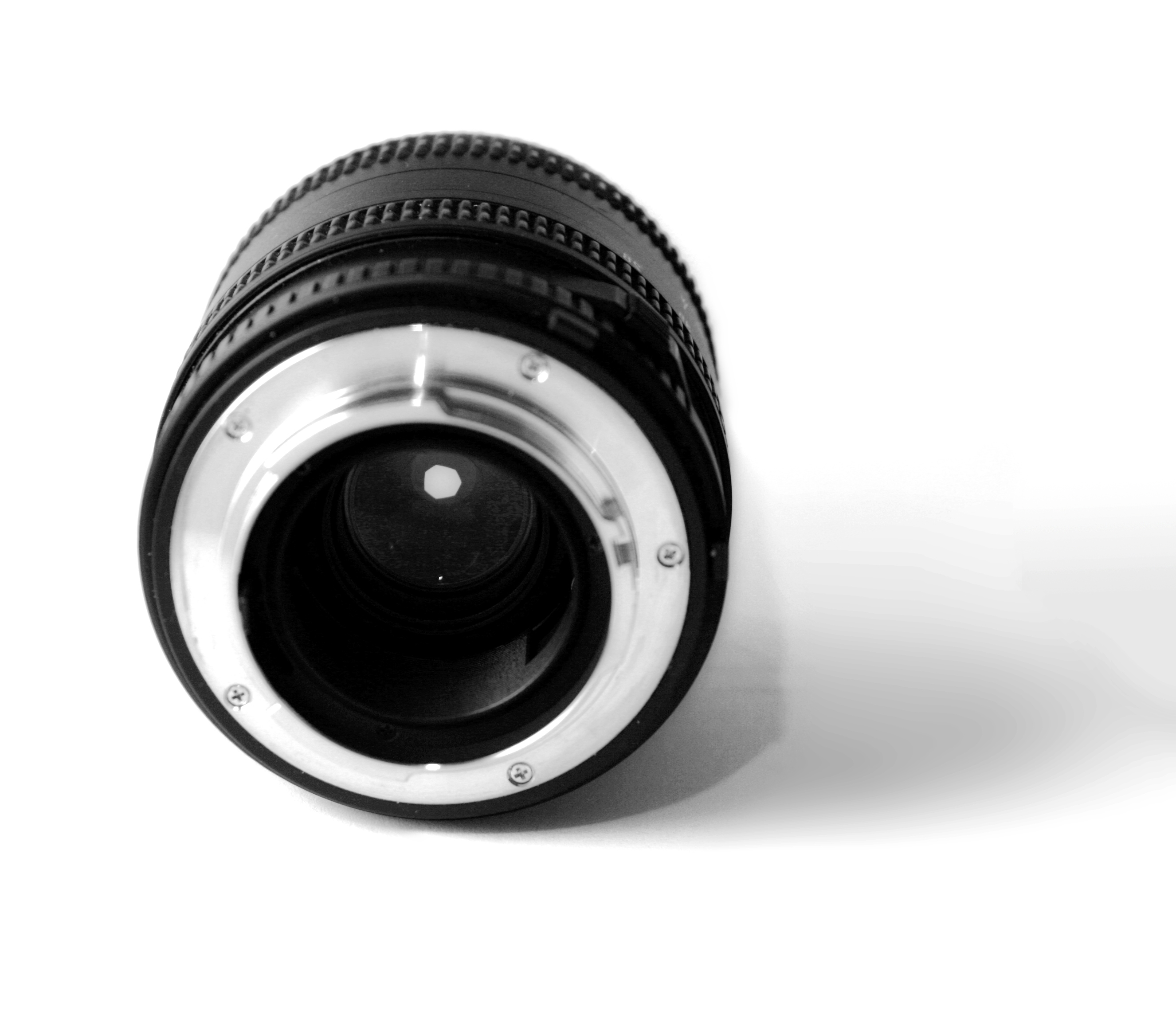
Źrenica wyjściowa widoczna w centrum obiektywu

Źrenica wyjściowa – parametr przyrządu optycznego określający średnicę krążka światła wydostającego się z przyrządu i wpadającego do oka obserwatora. Ustalenie jego wartości polega na pomiarze lub obliczeniach – źrenica wyjściowa jest równa ilorazowi średnicy obiektywu i powiększenia przyrządu optycznego.